# Поуп (окръг, Минесота)
Окръг Поуп (на английски: Pope County) е окръг в щата Минесота, Съединени американски щати. Площта му е 1857 km², а населението - 11 236 души (2000). Административен център е град Гленуд.